# Barysauski trakt
Barysauski trakt (biał. Барысаўскі тракт; ros. Борисовский тракт, Borisowskij trakt) – stacja mińskiego metra położona na linii Moskiewskiej.
Otwarta w dniu 7 listopada 2007 roku. Nazwa stacji pochodzi od miasta Borysów, położonego na północny wschód od Mińska. Całkowity koszt budowy linii od stacji Uschod do stacji Uruczcza wyniósł 240 miliardów rubli białoruskich.